# Alberto Cavalcanti
Alberto Cavalcanti, all'anagrafe Alberto de Almeida Cavalcanti (Rio de Janeiro, 6 febbraio 1897 – Parigi, 23 agosto 1982), è stato uno sceneggiatore, regista e produttore cinematografico brasiliano naturalizzato francese, di origini italiane.

## Biografia
Frequentò dal 1908 al 1912 il ginnasio militare. Nel 1914 si iscrisse alla Scuola superiore d'arte di Ginevra, dove si diplomò in architettura.
All'inizio degli anni venti arrivò a Parigi, dove frequentò l'ambiente delle avanguardie e dove decise di restare per lavorare nel cinema. Fu dapprima scenografo, in particolare per il film Futurismo (1924) di Marcel L'Herbier, poi passò alla regia, firmando il suo primo film, Rien que les heures nel 1926. Nello stesso anno, prese la nazionalità francese.
Maestro riconosciuto del cinema del ventesimo secolo, viene ricordato anche come documentarista. Negli anni trenta, Cavalcanti lavorò, infatti, a lungo in Gran Bretagna dove poi si dedicò alla produzione per gli studi della Ealing. Cineasta cosmopolita, partecipò al movimento del documentario realista.
Alla fine degli anni quaranta, di ritorno in Brasile, cercò di ridare nuovo impulso al cinema nazionale.
Nella Germania Federale girò uno dei capolavori di Bertolt Brecht, Herr Puntila und sein Knecht Matti (1960); lavorò poi in Italia e quindi nuovamente in Brasile. Il suo ultimo film fu Um Homem e o Cinema del 1977, girato in Brasile.

## Il cinema d'avanguardia
Cavalcanti, è stato scritto,  ha «contribuito in maniera notevole in Europa e in America all'affermazione di un cinema d'avanguardia contro ogni moda commerciale». Cahiers du cinéma, in un numero dedicato al ripensare la storia del cinema, inserisce Rien que les heures di Alberto Cavalcanti in una selezione di nove titoli, tra altri possibili, che rappresentano un appello a una storia del cinema più vasta, eteroclita e differente. Nella scheda che le viene dedicata l'opera è interpretata come parte delle ricerche plastiche del periodo che avendo come antecedente, ad esempio, Coeur fidèle di Jean Epstein, si prolunga geograficamente a sud con À propos de Nice di Jean Vigo.

## Filmografia parziale

### Regia
- Rien que les heures (1926)
- La p'tite Lili (1927)
- En rade (1927)
- Yvette (1928)
- Capitan Fracassa (Le capitaine Fracasse), co-regia di Henry Wulschleger (1929)
- Message from Geneva - documentario (1936)
- È andata bene la giornata? (Went the Day Well?) (1942)
- Watertight (1943)
- Champagne Charlie (1944)
- Incubi notturni (Dead of Night) (1945)
- I misteri di Londra (Nicholas Nickleby) (1947)
- Sono un criminale (They Made Me a Fugitive) (1947)
- L'impossibile desiderio (The First Gentleman) (1948)
- O Canto do Mar (1953)
- La rosa dei venti, coregia di Joris Ivens, Yannick Bellon, Sergey Gerasimov, Gillo Pontecorvo, Alex Viany) (1957)
- La prima notte (1959)
- The Monster of Highgate Ponds (1960)
- Herr Puntila und sein Knecht Matti (1960)
- Yerma (1962)

### Costumi
- El Dorado, regia di Marcel L'Herbier (1921)

### Attore
- Ultime lettere da Stalingrado, regia di Gilles Katz (1969)